# Dobromir (gmina)
Dobromir – gmina w Rumunii, w okręgu Konstanca. Obejmuje miejscowości Cetatea, Dobromir, Dobromiru din Deal, Lespezi, Pădureni i Văleni. W 2011 roku liczyła 3031 mieszkańców.